# 17853 Рональдсоєр
17853 Рональдсоєр (17853 Ronaldsayer) — астероїд головного поясу, відкритий 1 травня 1998 року.
Тіссеранів параметр щодо Юпітера — 3,186.